# Batury
Batury är en ort i Mexiko.   Den ligger i kommunen Angostura och delstaten Sinaloa, i den västra delen av landet, 1 100 km nordväst om huvudstaden Mexico City. Batury ligger 12 meter över havet och antalet invånare är 999.
Terrängen runt Batury är mycket platt. Runt Batury är det ganska glesbefolkat, med 43 invånare per kvadratkilometer. Närmaste större samhälle är Angostura, 13,2 km nordost om Batury. Trakten runt Batury består till största delen av jordbruksmark.